# آرثر ميلز لي
آرثر ميلز لي (بالإنجليزية: Arthur Mills Lea)‏ هو عالم حشرات أسترالي، ولد في 10 أغسطس 1868 في سري هيلز ‏ في أستراليا، وتوفي في 29 فبراير 1932 في أديلايد في أستراليا.